# يان دانييلو
يان دانييلو (بالفرنسية: Yann Daniélou)‏ هو لاعب كرة قدم فرنسي في مركز الوسط، ولد في 10 أبريل 1966 في باريس في فرنسا. لعب مع ستاد لافالوا ونادي بريست ونادي تور ونادي غانغون ونيم أولمبيك.

## وصلات خارجية
- يان دانييلو على موقع قاعدة بيانات كرة القدم.إي يو (الإنجليزية)
- يان دانييلو على موقع Soccerway.com (الإنجليزية)
- يان دانييلو على موقع عالم كرة القدم.نت (الإنجليزية)
- يان دانييلو على موقع GSA (الإنجليزية)